# 1824
Portal Geschichte | Portal Biografien | Aktuelle Ereignisse | Jahreskalender | Tagesartikel

◄ |
18. Jahrhundert |
19. Jahrhundert
| 20. Jahrhundert | ►

◄ |
1790er |
1800er |
1810er |
1820er
| 1830er | 1840er | 1850er | ►

◄◄ |
◄ |
1820 |
1821 |
1822 |
1823 |
1824
| 1825 | 1826 | 1827 | 1828 | ► | ►►
Staatsoberhäupter · Wahlen · Nekrolog  · Literaturjahr · Musikjahr
| Januar | Januar | Januar | Januar | Januar | Januar | Januar | Januar |
| Kw     | Mo     | Di     | Mi     | Do     | Fr     | Sa     | So     |
| ------ | ------ | ------ | ------ | ------ | ------ | ------ | ------ |
| 1      |        |        |        | 1      | 2      | 3      | 4      |
| 2      | 5      | 6      | 7      | 8      | 9      | 10     | 11     |
| 3      | 12     | 13     | 14     | 15     | 16     | 17     | 18     |
| 4      | 19     | 20     | 21     | 22     | 23     | 24     | 25     |
| 5      | 26     | 27     | 28     | 29     | 30     | 31     |        |

| Februar | Februar | Februar | Februar | Februar | Februar | Februar | Februar |
| Kw      | Mo      | Di      | Mi      | Do      | Fr      | Sa      | So      |
| ------- | ------- | ------- | ------- | ------- | ------- | ------- | ------- |
| 5       |         |         |         |         |         |         | 1       |
| 6       | 2       | 3       | 4       | 5       | 6       | 7       | 8       |
| 7       | 9       | 10      | 11      | 12      | 13      | 14      | 15      |
| 8       | 16      | 17      | 18      | 19      | 20      | 21      | 22      |
| 9       | 23      | 24      | 25      | 26      | 27      | 28      | 29      |

| März | März | März | März | März | März | März | März |
| Kw   | Mo   | Di   | Mi   | Do   | Fr   | Sa   | So   |
| ---- | ---- | ---- | ---- | ---- | ---- | ---- | ---- |
| 10   | 1    | 2    | 3    | 4    | 5    | 6    | 7    |
| 11   | 8    | 9    | 10   | 11   | 12   | 13   | 14   |
| 12   | 15   | 16   | 17   | 18   | 19   | 20   | 21   |
| 13   | 22   | 23   | 24   | 25   | 26   | 27   | 28   |
| 14   | 29   | 30   | 31   |      |      |      |      |

| April | April | April | April | April | April | April | April |
| Kw    | Mo    | Di    | Mi    | Do    | Fr    | Sa    | So    |
| ----- | ----- | ----- | ----- | ----- | ----- | ----- | ----- |
| 14    |       |       |       | 1     | 2     | 3     | 4     |
| 15    | 5     | 6     | 7     | 8     | 9     | 10    | 11    |
| 16    | 12    | 13    | 14    | 15    | 16    | 17    | 18    |
| 17    | 19    | 20    | 21    | 22    | 23    | 24    | 25    |
| 18    | 26    | 27    | 28    | 29    | 30    |       |       |

| Mai | Mai | Mai | Mai | Mai | Mai | Mai | Mai |
| Kw  | Mo  | Di  | Mi  | Do  | Fr  | Sa  | So  |
| --- | --- | --- | --- | --- | --- | --- | --- |
| 18  |     |     |     |     |     | 1   | 2   |
| 19  | 3   | 4   | 5   | 6   | 7   | 8   | 9   |
| 20  | 10  | 11  | 12  | 13  | 14  | 15  | 16  |
| 21  | 17  | 18  | 19  | 20  | 21  | 22  | 23  |
| 22  | 24  | 25  | 26  | 27  | 28  | 29  | 30  |
| 23  | 31  |     |     |     |     |     |     |

| Juni | Juni | Juni | Juni | Juni | Juni | Juni | Juni |
| Kw   | Mo   | Di   | Mi   | Do   | Fr   | Sa   | So   |
| ---- | ---- | ---- | ---- | ---- | ---- | ---- | ---- |
| 23   |      | 1    | 2    | 3    | 4    | 5    | 6    |
| 24   | 7    | 8    | 9    | 10   | 11   | 12   | 13   |
| 25   | 14   | 15   | 16   | 17   | 18   | 19   | 20   |
| 26   | 21   | 22   | 23   | 24   | 25   | 26   | 27   |
| 27   | 28   | 29   | 30   |      |      |      |      |

| Juli | Juli | Juli | Juli | Juli | Juli | Juli | Juli |
| Kw   | Mo   | Di   | Mi   | Do   | Fr   | Sa   | So   |
| ---- | ---- | ---- | ---- | ---- | ---- | ---- | ---- |
| 27   |      |      |      | 1    | 2    | 3    | 4    |
| 28   | 5    | 6    | 7    | 8    | 9    | 10   | 11   |
| 29   | 12   | 13   | 14   | 15   | 16   | 17   | 18   |
| 30   | 19   | 20   | 21   | 22   | 23   | 24   | 25   |
| 31   | 26   | 27   | 28   | 29   | 30   | 31   |      |

| August | August | August | August | August | August | August | August |
| Kw     | Mo     | Di     | Mi     | Do     | Fr     | Sa     | So     |
| ------ | ------ | ------ | ------ | ------ | ------ | ------ | ------ |
| 31     |        |        |        |        |        |        | 1      |
| 32     | 2      | 3      | 4      | 5      | 6      | 7      | 8      |
| 33     | 9      | 10     | 11     | 12     | 13     | 14     | 15     |
| 34     | 16     | 17     | 18     | 19     | 20     | 21     | 22     |
| 35     | 23     | 24     | 25     | 26     | 27     | 28     | 29     |
| 36     | 30     | 31     |        |        |        |        |        |

| September | September | September | September | September | September | September | September |
| Kw        | Mo        | Di        | Mi        | Do        | Fr        | Sa        | So        |
| --------- | --------- | --------- | --------- | --------- | --------- | --------- | --------- |
| 36        |           |           | 1         | 2         | 3         | 4         | 5         |
| 37        | 6         | 7         | 8         | 9         | 10        | 11        | 12        |
| 38        | 13        | 14        | 15        | 16        | 17        | 18        | 19        |
| 39        | 20        | 21        | 22        | 23        | 24        | 25        | 26        |
| 40        | 27        | 28        | 29        | 30        |           |           |           |

| Oktober | Oktober | Oktober | Oktober | Oktober | Oktober | Oktober | Oktober |
| Kw      | Mo      | Di      | Mi      | Do      | Fr      | Sa      | So      |
| ------- | ------- | ------- | ------- | ------- | ------- | ------- | ------- |
| 40      |         |         |         |         | 1       | 2       | 3       |
| 41      | 4       | 5       | 6       | 7       | 8       | 9       | 10      |
| 42      | 11      | 12      | 13      | 14      | 15      | 16      | 17      |
| 43      | 18      | 19      | 20      | 21      | 22      | 23      | 24      |
| 44      | 25      | 26      | 27      | 28      | 29      | 30      | 31      |

| November | November | November | November | November | November | November | November |
| Kw       | Mo       | Di       | Mi       | Do       | Fr       | Sa       | So       |
| -------- | -------- | -------- | -------- | -------- | -------- | -------- | -------- |
| 45       | 1        | 2        | 3        | 4        | 5        | 6        | 7        |
| 46       | 8        | 9        | 10       | 11       | 12       | 13       | 14       |
| 47       | 15       | 16       | 17       | 18       | 19       | 20       | 21       |
| 48       | 22       | 23       | 24       | 25       | 26       | 27       | 28       |
| 49       | 29       | 30       |          |          |          |          |          |

| Dezember | Dezember | Dezember | Dezember | Dezember | Dezember | Dezember | Dezember |
| Kw       | Mo       | Di       | Mi       | Do       | Fr       | Sa       | So       |
| -------- | -------- | -------- | -------- | -------- | -------- | -------- | -------- |
| 49       |          |          | 1        | 2        | 3        | 4        | 5        |
| 50       | 6        | 7        | 8        | 9        | 10       | 11       | 12       |
| 51       | 13       | 14       | 15       | 16       | 17       | 18       | 19       |
| 52       | 20       | 21       | 22       | 23       | 24       | 25       | 26       |
| 53       | 27       | 28       | 29       | 30       | 31       |          |          |

| Januar | Januar | Januar | Januar | Januar | Januar | Januar | Januar |
| Kw     | Mo     | Di     | Mi     | Do     | Fr     | Sa     | So     |
| ------ | ------ | ------ | ------ | ------ | ------ | ------ | ------ |
| 1      |        |        |        | 1      | 2      | 3      | 4      |
| 2      | 5      | 6      | 7      | 8      | 9      | 10     | 11     |
| 3      | 12     | 13     | 14     | 15     | 16     | 17     | 18     |
| 4      | 19     | 20     | 21     | 22     | 23     | 24     | 25     |
| 5      | 26     | 27     | 28     | 29     | 30     | 31     |        |

| Februar | Februar | Februar | Februar | Februar | Februar | Februar | Februar |
| Kw      | Mo      | Di      | Mi      | Do      | Fr      | Sa      | So      |
| ------- | ------- | ------- | ------- | ------- | ------- | ------- | ------- |
| 5       |         |         |         |         |         |         | 1       |
| 6       | 2       | 3       | 4       | 5       | 6       | 7       | 8       |
| 7       | 9       | 10      | 11      | 12      | 13      | 14      | 15      |
| 8       | 16      | 17      | 18      | 19      | 20      | 21      | 22      |
| 9       | 23      | 24      | 25      | 26      | 27      | 28      | 29      |

| März | März | März | März | März | März | März | März |
| Kw   | Mo   | Di   | Mi   | Do   | Fr   | Sa   | So   |
| ---- | ---- | ---- | ---- | ---- | ---- | ---- | ---- |
| 10   | 1    | 2    | 3    | 4    | 5    | 6    | 7    |
| 11   | 8    | 9    | 10   | 11   | 12   | 13   | 14   |
| 12   | 15   | 16   | 17   | 18   | 19   | 20   | 21   |
| 13   | 22   | 23   | 24   | 25   | 26   | 27   | 28   |
| 14   | 29   | 30   | 31   |      |      |      |      |

| April | April | April | April | April | April | April | April |
| Kw    | Mo    | Di    | Mi    | Do    | Fr    | Sa    | So    |
| ----- | ----- | ----- | ----- | ----- | ----- | ----- | ----- |
| 14    |       |       |       | 1     | 2     | 3     | 4     |
| 15    | 5     | 6     | 7     | 8     | 9     | 10    | 11    |
| 16    | 12    | 13    | 14    | 15    | 16    | 17    | 18    |
| 17    | 19    | 20    | 21    | 22    | 23    | 24    | 25    |
| 18    | 26    | 27    | 28    | 29    | 30    |       |       |

| Mai | Mai | Mai | Mai | Mai | Mai | Mai | Mai |
| Kw  | Mo  | Di  | Mi  | Do  | Fr  | Sa  | So  |
| --- | --- | --- | --- | --- | --- | --- | --- |
| 18  |     |     |     |     |     | 1   | 2   |
| 19  | 3   | 4   | 5   | 6   | 7   | 8   | 9   |
| 20  | 10  | 11  | 12  | 13  | 14  | 15  | 16  |
| 21  | 17  | 18  | 19  | 20  | 21  | 22  | 23  |
| 22  | 24  | 25  | 26  | 27  | 28  | 29  | 30  |
| 23  | 31  |     |     |     |     |     |     |

| Juni | Juni | Juni | Juni | Juni | Juni | Juni | Juni |
| Kw   | Mo   | Di   | Mi   | Do   | Fr   | Sa   | So   |
| ---- | ---- | ---- | ---- | ---- | ---- | ---- | ---- |
| 23   |      | 1    | 2    | 3    | 4    | 5    | 6    |
| 24   | 7    | 8    | 9    | 10   | 11   | 12   | 13   |
| 25   | 14   | 15   | 16   | 17   | 18   | 19   | 20   |
| 26   | 21   | 22   | 23   | 24   | 25   | 26   | 27   |
| 27   | 28   | 29   | 30   |      |      |      |      |

| Juli | Juli | Juli | Juli | Juli | Juli | Juli | Juli |
| Kw   | Mo   | Di   | Mi   | Do   | Fr   | Sa   | So   |
| ---- | ---- | ---- | ---- | ---- | ---- | ---- | ---- |
| 27   |      |      |      | 1    | 2    | 3    | 4    |
| 28   | 5    | 6    | 7    | 8    | 9    | 10   | 11   |
| 29   | 12   | 13   | 14   | 15   | 16   | 17   | 18   |
| 30   | 19   | 20   | 21   | 22   | 23   | 24   | 25   |
| 31   | 26   | 27   | 28   | 29   | 30   | 31   |      |

| August | August | August | August | August | August | August | August |
| Kw     | Mo     | Di     | Mi     | Do     | Fr     | Sa     | So     |
| ------ | ------ | ------ | ------ | ------ | ------ | ------ | ------ |
| 31     |        |        |        |        |        |        | 1      |
| 32     | 2      | 3      | 4      | 5      | 6      | 7      | 8      |
| 33     | 9      | 10     | 11     | 12     | 13     | 14     | 15     |
| 34     | 16     | 17     | 18     | 19     | 20     | 21     | 22     |
| 35     | 23     | 24     | 25     | 26     | 27     | 28     | 29     |
| 36     | 30     | 31     |        |        |        |        |        |

| September | September | September | September | September | September | September | September |
| Kw        | Mo        | Di        | Mi        | Do        | Fr        | Sa        | So        |
| --------- | --------- | --------- | --------- | --------- | --------- | --------- | --------- |
| 36        |           |           | 1         | 2         | 3         | 4         | 5         |
| 37        | 6         | 7         | 8         | 9         | 10        | 11        | 12        |
| 38        | 13        | 14        | 15        | 16        | 17        | 18        | 19        |
| 39        | 20        | 21        | 22        | 23        | 24        | 25        | 26        |
| 40        | 27        | 28        | 29        | 30        |           |           |           |

| Oktober | Oktober | Oktober | Oktober | Oktober | Oktober | Oktober | Oktober |
| Kw      | Mo      | Di      | Mi      | Do      | Fr      | Sa      | So      |
| ------- | ------- | ------- | ------- | ------- | ------- | ------- | ------- |
| 40      |         |         |         |         | 1       | 2       | 3       |
| 41      | 4       | 5       | 6       | 7       | 8       | 9       | 10      |
| 42      | 11      | 12      | 13      | 14      | 15      | 16      | 17      |
| 43      | 18      | 19      | 20      | 21      | 22      | 23      | 24      |
| 44      | 25      | 26      | 27      | 28      | 29      | 30      | 31      |

| November | November | November | November | November | November | November | November |
| Kw       | Mo       | Di       | Mi       | Do       | Fr       | Sa       | So       |
| -------- | -------- | -------- | -------- | -------- | -------- | -------- | -------- |
| 45       | 1        | 2        | 3        | 4        | 5        | 6        | 7        |
| 46       | 8        | 9        | 10       | 11       | 12       | 13       | 14       |
| 47       | 15       | 16       | 17       | 18       | 19       | 20       | 21       |
| 48       | 22       | 23       | 24       | 25       | 26       | 27       | 28       |
| 49       | 29       | 30       |          |          |          |          |          |

| Dezember | Dezember | Dezember | Dezember | Dezember | Dezember | Dezember | Dezember |
| Kw       | Mo       | Di       | Mi       | Do       | Fr       | Sa       | So       |
| -------- | -------- | -------- | -------- | -------- | -------- | -------- | -------- |
| 49       |          |          | 1        | 2        | 3        | 4        | 5        |
| 50       | 6        | 7        | 8        | 9        | 10       | 11       | 12       |
| 51       | 13       | 14       | 15       | 16       | 17       | 18       | 19       |
| 52       | 20       | 21       | 22       | 23       | 24       | 25       | 26       |
| 53       | 27       | 28       | 29       | 30       | 31       |          |          |

## Ereignisse

### Politik und Weltgeschehen

#### Europa
- 16. September: Karl X. wird nach dem Tod seines älteren Bruders Ludwig XVIII. König von Frankreich und Navarra.
- Durch Zusammenlegung von Ost- und Westpreußen zur Provinz Preußen erfolgt eine Reduktion der preußischen Provinzen von zehn auf neun.
- In Portugal kommt es zu einem von Frankreich und der Heiligen Allianz unterstützten Aufstand konservativer Kräfte um Königin Charlotte Johanna und den Prinzen Michael gegen König Johann VI. Der Versuch einer Restauration des Absolutismus im Königreich Portugal scheitert mit Hilfe Großbritanniens und Prinz Michael wird ins Exil nach Österreich gezwungen, allerdings wird die im Zuge der Liberalen Revolution beschlossene Verfassung nach nur zwei Jahren widerrufen.
- Griechische Bürgerkriege 1823–1825

#### Afrika
- 21. Januar: Aschanti-Kriege: Ein Heer des Aschantireiches, gelegen im heutigen Ghana, schlägt eine britische Streitmacht unter Gouverneur Sir Charles MacCarthy vernichtend und bewahrt damit seine Selbstständigkeit im Hinterland der Goldküste.

#### Asien
- 05. März: Der Erste Anglo-Birmanische Krieg wird offiziell erklärt.
- 17. März: Im Londoner Vertrag von 1824 regeln Großbritannien und die Niederlande ihre Beziehungen in Südostasien. Sumatra wird den Holländern zugestanden.

#### Nordamerika

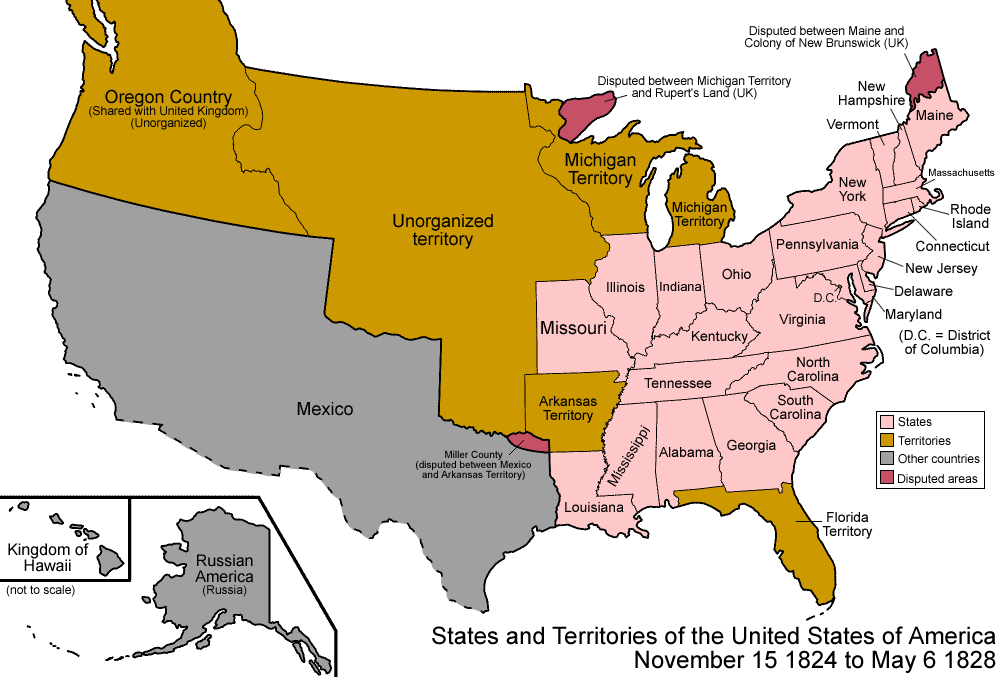
Vereinigte Staaten 1824

- 11. März: Verteidigungsminister John C. Calhoun gründet innerhalb seines Ministeriums das Bureau of Indian Affairs, ohne den Kongress zu involvieren.
- 24. Juli: In der Zeitung The Harrisburg Pennsylvanian wird das erste Beispiel einer Meinungsumfrage veröffentlicht. Im Rennen um die US-Präsidentschaft liegt Andrew Jackson gegenüber John Quincy Adams mit 335:169 Stimmen im Stimmungsbild vorn.
- 26. Oktober bis 2. Dezember: Bei der Präsidentschaftswahl in den Vereinigten Staaten 1824 bewerben sich vier Kandidaten der Demokratisch-Republikanischen Partei um die Präsidentschaft. Andrew Jackson erhält die meisten Stimmen und kann auch die meisten Wahlmänner auf sich vereinen, erhält jedoch keine absolute Mehrheit. Die Wahl wird daher Anfang des folgenden Jahres zugunsten von John Quincy Adams im Repräsentantenhaus entschieden.
- Die Hudson Bay Company gründet am Columbia River den Handelsposten Fort Vancouver, aus dem sich die Stadt Vancouver entwickeln wird.

#### Lateinamerika
- 06. August: Mit der Schlacht von Junín beginnt Simón Bolívar seinen Feldzug zur Befreiung Perus.
- 04. Oktober: Mexiko erhält nach US-amerikanischem Vorbild eine erste republikanische Verfassung und organisiert sich als Bundesstaat.
- 09. Dezember: Die Spanier unter José de la Serna verlieren die entscheidende Schlacht bei Ayacucho im Unabhängigkeitskrieg ihrer südamerikanischen Kolonien gegen Antonio José de Sucre, einen engen Vertrauten Simón Bolívars.

### Wirtschaft
- 01. Januar: In Preußen werden die ersten öffentlichen Briefkästen aufgestellt.
- 21. Oktober: Der Brite Joseph Aspdin erhält ein Patent auf Portlandzement.
- Erste Gründung der Magdeburger Börse.

### Wissenschaft und Technik

Vor 1825 erhob Großbritannien nur auf die östliche Hälfte Australiens Anspruch, die einzige Kolonie war New South Wales

- 02. Oktober: Unter der Führung von Hamilton Hume und William Hovell beginnt die Expedition von Hume und Hovell durch das östliche Australien.
- 24. Oktober: Der Physikalische Verein wird auf Anregung von Johann Wolfgang von Goethe unter anderem von Christian Ernst Neeff und Johann Valentin Albert in Frankfurt am Main gegründet.
- 01. Dezember: In Hagen nimmt im Zuge der beginnenden industriellen Revolution die erste Gewerbeschule in der preußischen Provinz Westfalen mit vier Lehrkräften und neun Schülern ihren Unterrichtsbetrieb auf. Sie wurde auf Geheiß des preußischen Ministerialbeamten Beuth gegründet und ist der historische Vorläufer der Fachhochschule Südwestfalen.
- Nicolas Léonard Sadi Carnot veröffentlicht seine Arbeit über den Kreisprozess Carnot-Prozess in der Thermodynamik.
- Deutsche Wissenschaftler entdecken die hervorragende Wirksamkeit von Lebertran gegen die Krankheit Rachitis.
- Die Royal Astronomical Society vergibt erstmals eine Goldmedaille als Wissenschaftspreis für Astronomie. Die ersten Preisträger sind Charles Babbage und Johann Franz Encke.

### Kultur

#### Bildende Kunst
- 10. Mai: Die Londoner National Gallery öffnet für den Besucherverkehr.

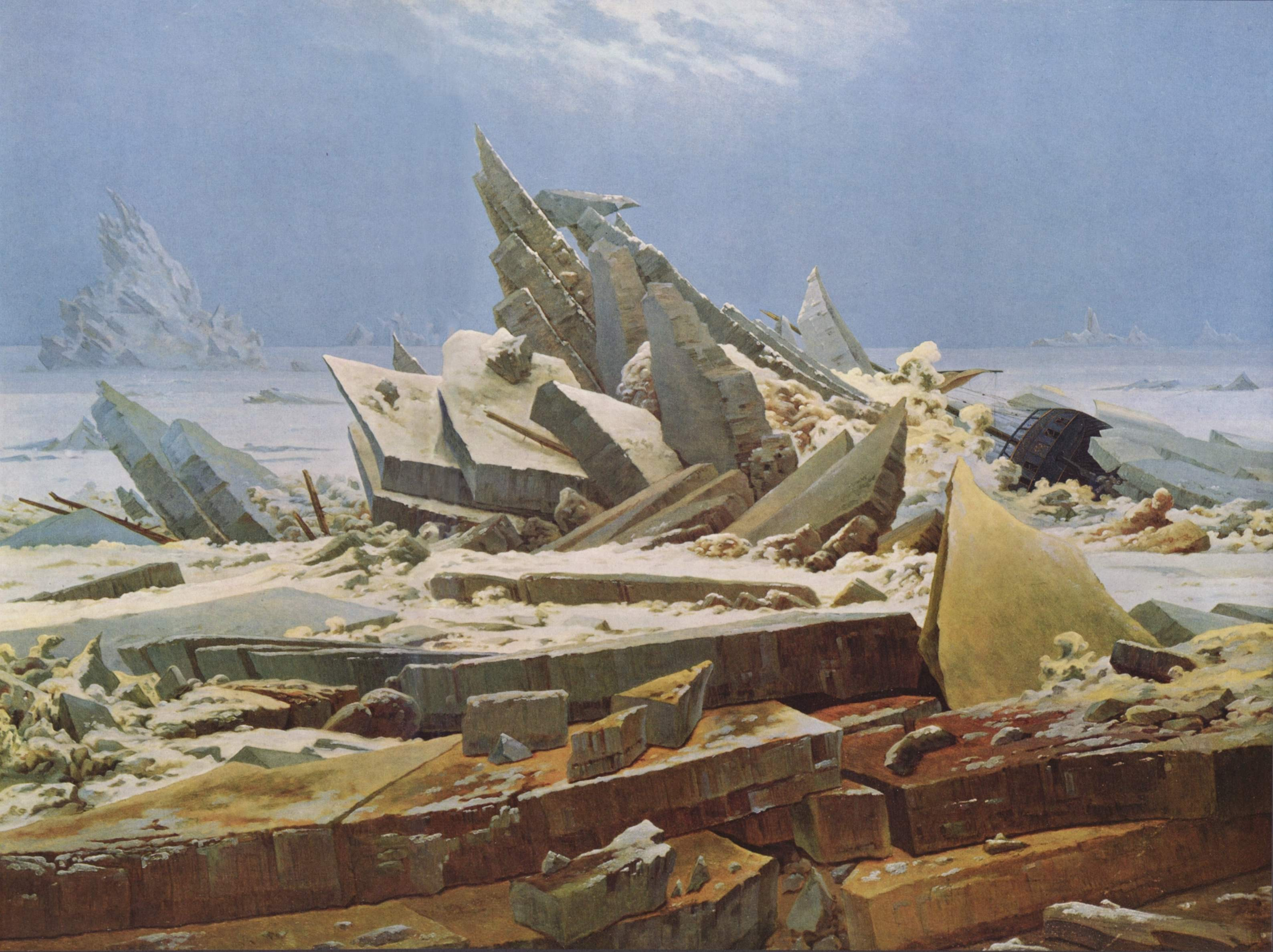
C. D. Friedrich, Das Eismeer

- Caspar David Friedrich vollendet das Gemälde Das Eismeer.

#### Musik und Theater
- 07. April: Die Missa solemnis von Ludwig van Beethoven wird zur Gänze erstmals als Oratorium bei der Philharmonischen Gesellschaft in Sankt Petersburg aufgeführt.
- 07. Mai: Der völlig ertaubte Ludwig van Beethoven dirigiert gemeinsam mit Michael Umlauf im Theater am Kärntnertor in Wien die Uraufführung seiner 9. Sinfonie. Die Gesangsparts werden von Henriette Sontag (Sopran), Caroline Unger (Alt), Anton Haizinger (Tenor) und Joseph Seipelt (Bariton) dargeboten. Das Werk ruft frenetischen Jubel beim Publikum hervor.
- 04. August: Das Königsstädtische Theater als erstes Volkstheater in Berlin wird eröffnet.

### Gesellschaft
- Juni: Mit der Verhaftung von Klara Wendel nimmt der Große Gauner- und Kellerhandel in Glarus, Luzern und Zürich seinen Lauf.

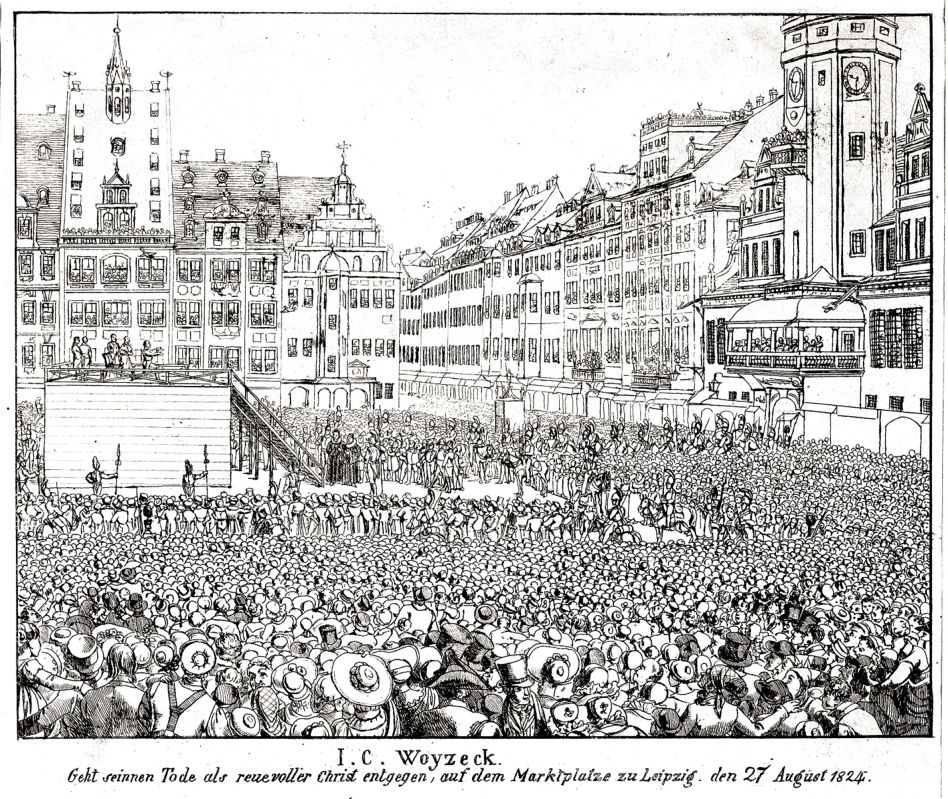
Grafik von Woyzecks Hinrichtung auf dem Marktplatz in Leipzig

- 27. August: In Leipzig wird Johann Christian Woyzeck, das historische Vorbild für Georg Büchners Drama Woyzeck, wegen des Mordes an Johanna Woost öffentlich hingerichtet. Die erste öffentliche Hinrichtung seit 30 Jahren ist gleichzeitig die letzte öffentliche Hinrichtung in Leipzig überhaupt.
- 28. September: In der Schweiz findet das erste St. Galler Kinderfest statt.

### Religion

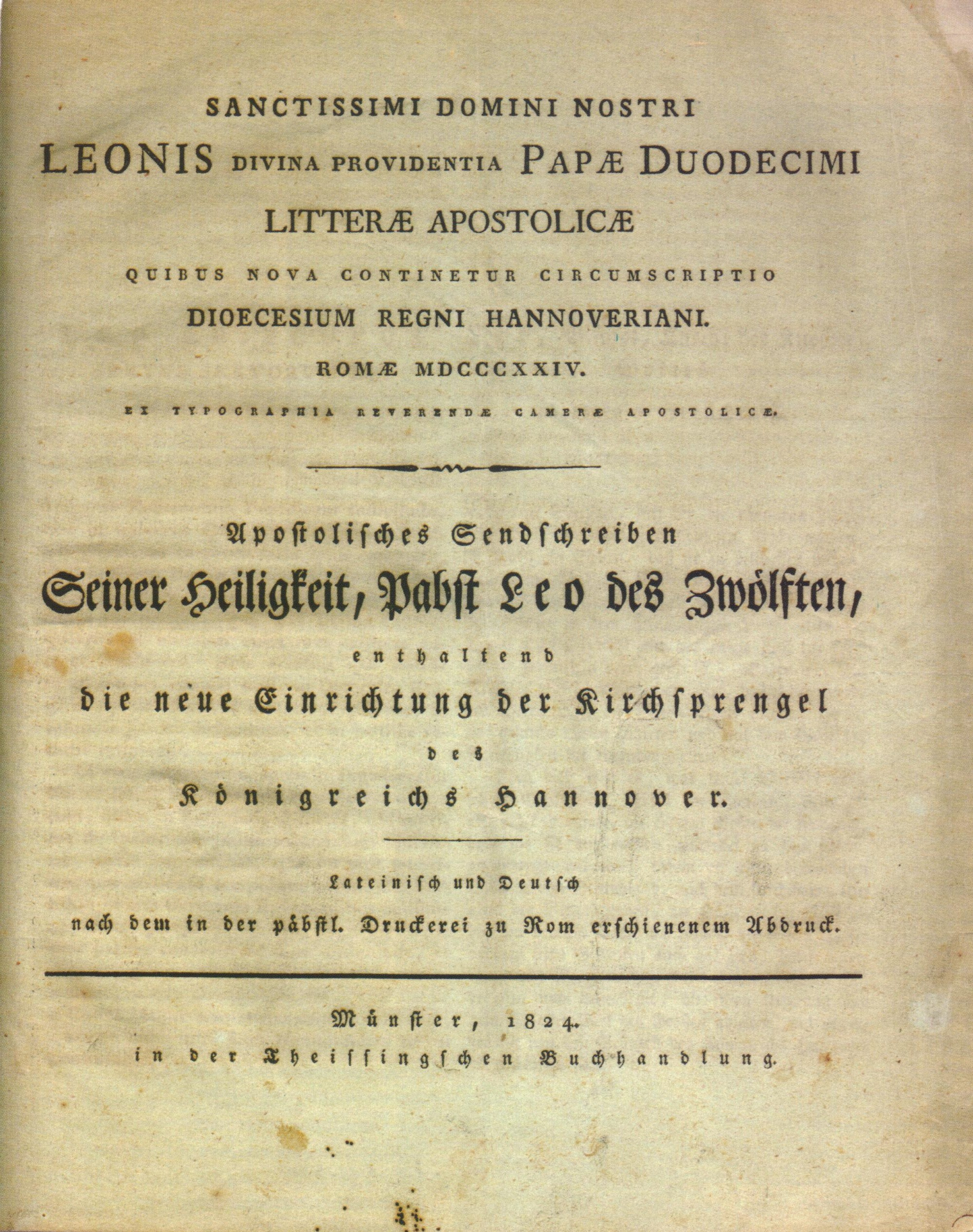
Deckblatt der lateinisch-deutschen Druckausgabe

- 26. März: In der Zirkumskriptionsbulle Impensa Romanorum Pontificum schafft Papst Leo XII. für die Beziehungen der Kirche mit dem Königreich Hannover Rechtsgrundlagen, die bis in die Jetztzeit reichen.

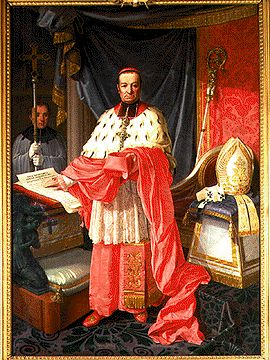
Ferdinand August von Spiegel

- 20. Dezember: Ferdinand August von Spiegel wird erster Erzbischof von Köln seit der Auflösung des Erzbistums Köln durch Napoleon 1801.

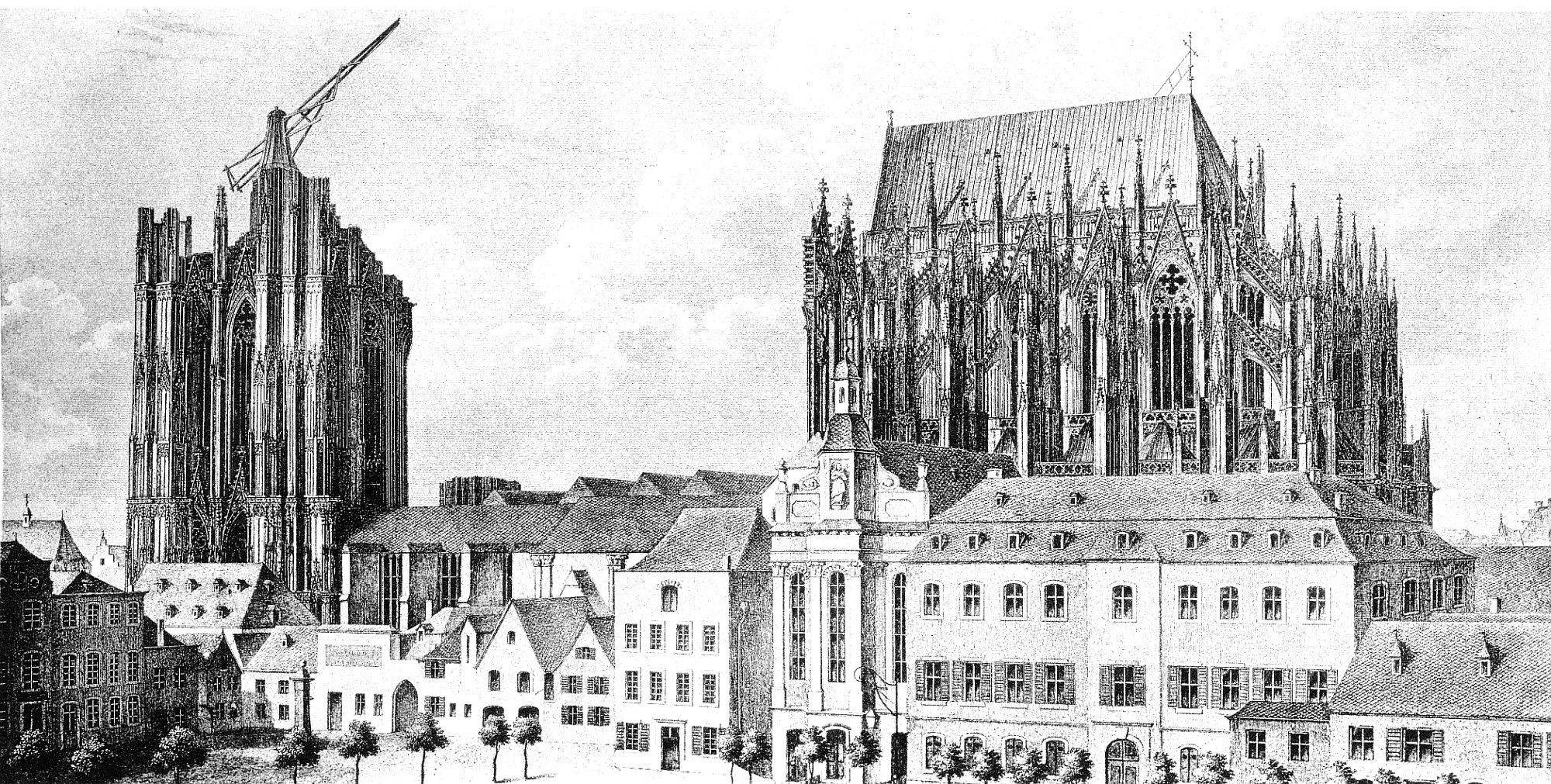
Der unfertige Kölner Dom um 1824

### Katastrophen
- Eine schwere Sturmflut fordert in Sankt Petersburg etwa 10.000 Menschenleben.

## Geboren

### Januar/Februar
- 01. Januar: Gaston Hardouin Andlau, französischer General († 1894)
- 04. Januar: Ethelbert Barksdale, US-amerikanischer Politiker († 1893)
- 08. Januar: Wilkie Collins, britischer Verfasser der ersten Mystery-Thriller († 1889)
- 10. Januar: Hodgson Pratt, englischer Pazifist († 1907)
- 14. Januar: Peter Burnitz, deutscher Maler († 1886)
- 15. Januar: Alfred Agricola, deutscher Reichsgerichtsrat († 1901)
- 17. Januar: Wilhelm Bücher, deutsch-österreichischer Architekt († 1888)
- 21. Januar: Friedrich Feustel, deutscher Bankier und Förderer der Bayreuther Festspiele († 1891)
- 21. Januar: Thomas Jonathan Jackson, General der Südstaaten im Amerikanischen Bürgerkrieg († 1863)
- 22. Januar: Heinrich Friedrich Otto Abel, deutscher Historiker († 1854)
- 22. Januar: Josef Leopold Zvonař, tschechischer Komponist († 1865)
- 27. Januar: Jozef Israëls, niederländischer Maler († 1911)
- 27. Januar: David M. Key, US-amerikanischer Politiker († 1900)
- 29. Januar: Oktavio von Boehn, preußischer General der Infanterie († 1899)
- 03. Februar: George Thomas Anderson, US-amerikanischer General († 1901)
- 07. Februar: William Huggins, britischer Astronom († 1910)
- 08. Februar: Barnard Elliott Bee, Brigadegeneral der Konföderierten († 1861)
- 08. Februar: Franz Ludwig Fleck, Bischof des Bistums Metz († 1899)
- 14. Februar: Winfield Scott Hancock, US-amerikanischer General († 1886)
- 22. Februar: Pierre Jules César Janssen, französischer Astronom († 1907)
- 22. Februar: Richard Wüerst, Berliner Musikpädagoge und Komponist († 1881)
- 28. Februar: Karl Maria Kertbeny, österreichischer Journalist und Menschenrechtler, prägte das Wort „homosexuell“ († 1882)
- 29. Februar: Washington Bartlett, 16. Gouverneur von Kalifornien († 1887)

### März/April

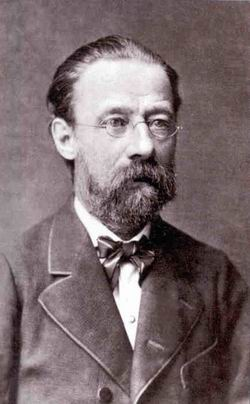
Bedřich Smetana (ca. 1878)

- 01. März: Hermann Dreymann, deutscher Orgelbauer († 1862)
- 02. März: Bedřich Smetana, tschechischer Komponist († 1884)
- 02. März: Benjamin Samuel Williams, englischer Handelsgärtner († 1890)
- 03. März: Adalbert von Dobschütz, preußischer Oberst († 1895)
- 07. März: Otto von Heinemann, deutscher Bibliothekar und Historiker († 1904)
- 08. März: Friedrich Wilhelm Dörpfeld, deutscher Pädagoge (Herbartianer) († 1893)
- 10. März: Thomas James Churchill, US-amerikanischer Politiker († 1905)
- 11. März: Julius Ferdinand Blüthner, Klavierbauer († 1910)

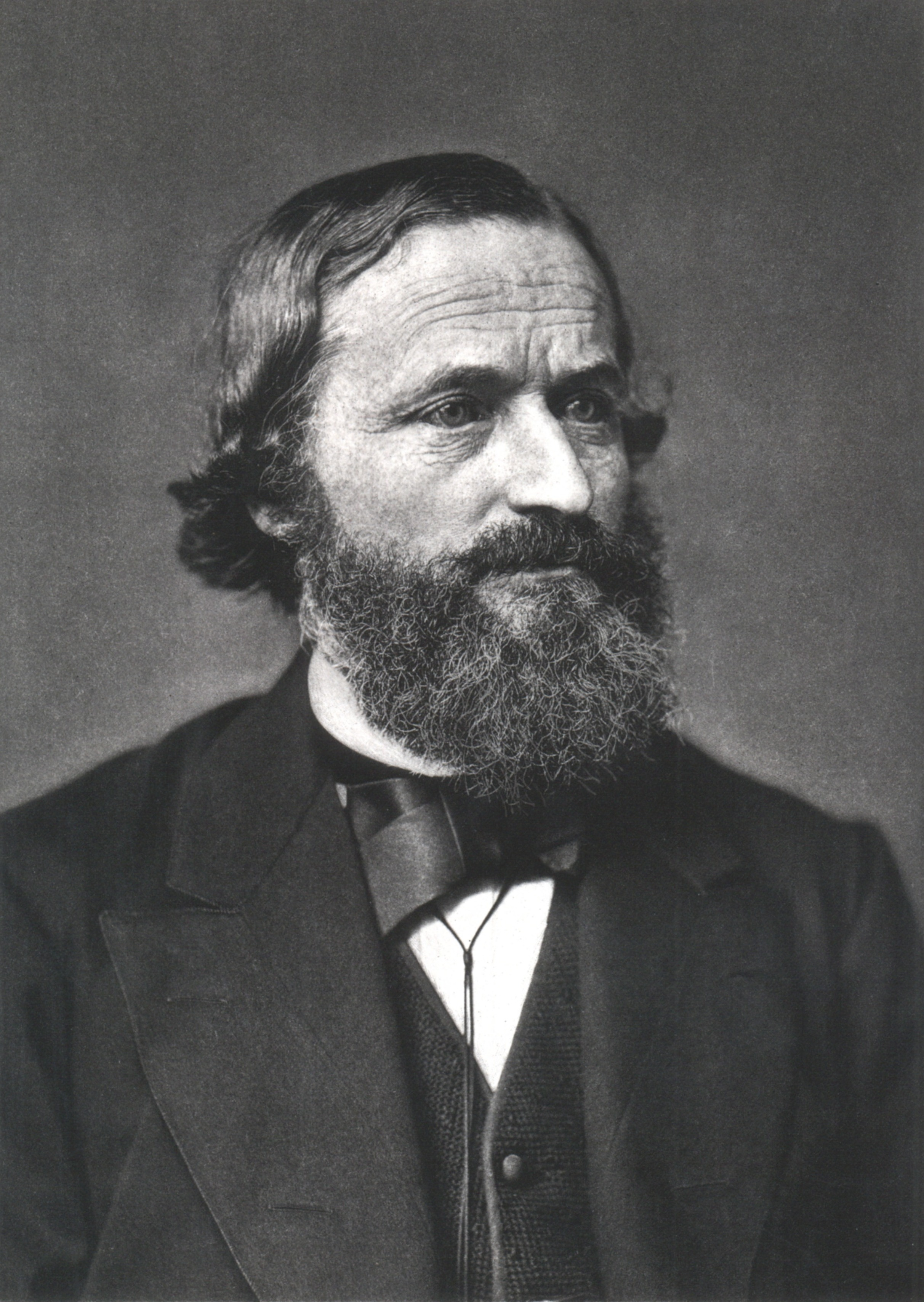
Gustav Kirchhoff

- 12. März: Gustav Robert Kirchhoff, deutscher Physiker († 1887)
- 13. März: Rudolf Hildebrand, deutscher Germanist († 1894)
- 14. März: John Robson, kanadischer Politiker und Journalist († 1892)
- 15. März: Jules Chevalier, französischer Priester und Autor († 1907)
- 19. März: Léon Richer, französischer Feminist († 1911)
- 20. März: Theodor von Heughlin, Afrika- und Polarforscher († 1876)
- 22. März: Karl Pfizer, deutscher Chemiker († 1906)
- 25. März: Guido Brescius, deutscher Eisenbahningenieur († 1864)
- 26. März: Gustav Adolph Kietz, Bildhauer († 1908)

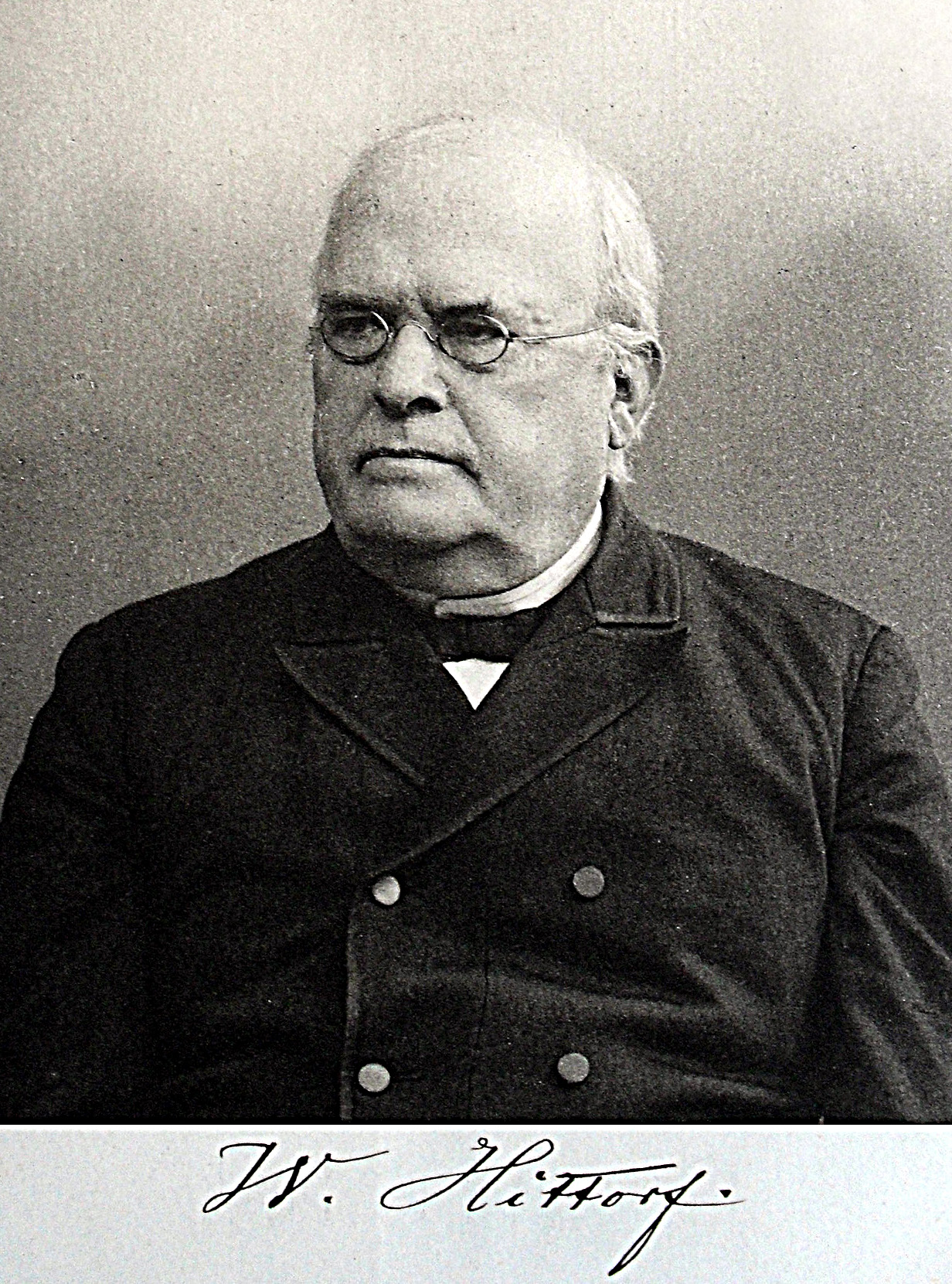
Johann Wilhelm Hittorf, 1893

- 27. März: Johann Hittorf, deutscher Physiker und Chemiker († 1914)
- 28. März: Isaak Mautner, böhmischer Textilindustrieller († 1901)
- 29. März: Ludwig Büchner, Bruder des Revolutionärs Georg Büchner († 1899)
- 29. März: Christoph Ludwig Goll, deutscher Orgelbauer († 1897)
- 01. April: Eugène Ortolan, französischer Jurist, Diplomat und Komponist († 1891)
- 06. April: George Marsden Waterhouse, Premierminister von South Australia und Neuseeland († 1906)
- 08. April: Sophie von Oranien-Nassau,  Prinzessin der Niederlande und Großherzogin von Sachsen-Weimar-Eisenach († 1897)
- 09. April: Johanna Pelizaeus, deutsche Pädagogin († 1912)
- 13. April: Iossif Iossifowitsch Charlemagne, russischer Architekt († 1870)
- 19. April: Hermann von Schelling, deutscher Politiker († 1908)
- 21. April: Emil Prinz Sayn-Wittgenstein-Berleburg, kaiserlich-russischer General († 1878)
- 25. April: Gustave Boulanger, französischer Maler († 1888)
- 29. April: Michael Arnold, deutscher Bildhauer, Maler und Grafiker († 1877)
- 29. April: Albert Emil Brachvogel, deutscher Schriftsteller († 1878)
- 29. April: Francisco Pi i Margall, ein spanischer Politiker, Schriftsteller und Präsident der Ersten Spanischen Republik († 1901)

### Mai/Juni
- 01. Mai: Friedrich Hammacher, deutscher Jurist, Reichstagsabgeordneter und Wirtschaftsführer († 1904)
- 06. Mai: Tokugawa Iesada, 13. Shōgun der Edo-Zeit in Japan († 1858)
- 08. Mai: William Walker, US-amerikanischer Arzt, Abenteurer und Söldner († 1860)
- 11. Mai: Engelbert August Anton, Herzog von Arenberg († 1875)
- 11. Mai: Jean-Léon Gérôme, französischer Historienmaler († 1904)
- 16. Mai: Levi P. Morton, US-amerikanischer Politiker († 1920)
- 18. Mai: Wilhelm Hofmeister, deutscher Botaniker und Professor († 1877)
- 23. Mai: Ambrose Everett Burnside, General der Nordstaaten im Amerikanischen Bürgerkrieg († 1881)
- 24. Mai: August Sohlmann, schwedischer Publizist († 1874)
- 29. Mai: Leopold Schmidt, deutscher Altphilologe († 1892)
- 30. Mai: Gustav Simon, Chirurg und Autor medizinischer Bücher († 1876)
- 31. Mai: Ernst Schering, deutscher Apotheker und Industrieller († 1889)
- 01. Juni: William Shakespeare Burton, englischen Genre-Maler († 1916)
- 06. Juni: Emil Spreng, deutscher Ingenieur und Gaswerkdirektor († 1864)
- 06. Juni: Heinrich Weidt, deutscher Komponist, Dirigent und Chorleiter († 1901)
- 07. Juni: Bernhard von Gudden, deutscher Mediziner († 1886)
- 09. Juni: George Tobey Anthony, US-amerikanischer Politiker († 1896)
- 11. Juni: Eugen von Regenauer, badischer Fiskaljurist († 1897)
- 12. Juni: Albert-Ernest Carrier-Belleuse, französischer Bildhauer († 1887)
- 12. Juni: Friedrich Fabri, deutscher evangelischer Theologe und Kolonialpolitiker († 1891)
- 15. Juni: Cesare De Sanctis, italienischer Komponist, Kirchenmusiker und Musikpädagoge († 1916)
- 23. Juni: Lucien Anderson, US-amerikanischer Politiker († 1898)
- 23. Juni: Carl Reinecke, deutscher Komponist († 1910)
- 24. Juni: Friederike Amalie Agnes, Prinzessin von Anhalt-Dessau und Herzogin von Sachsen-Altenburg († 1897)

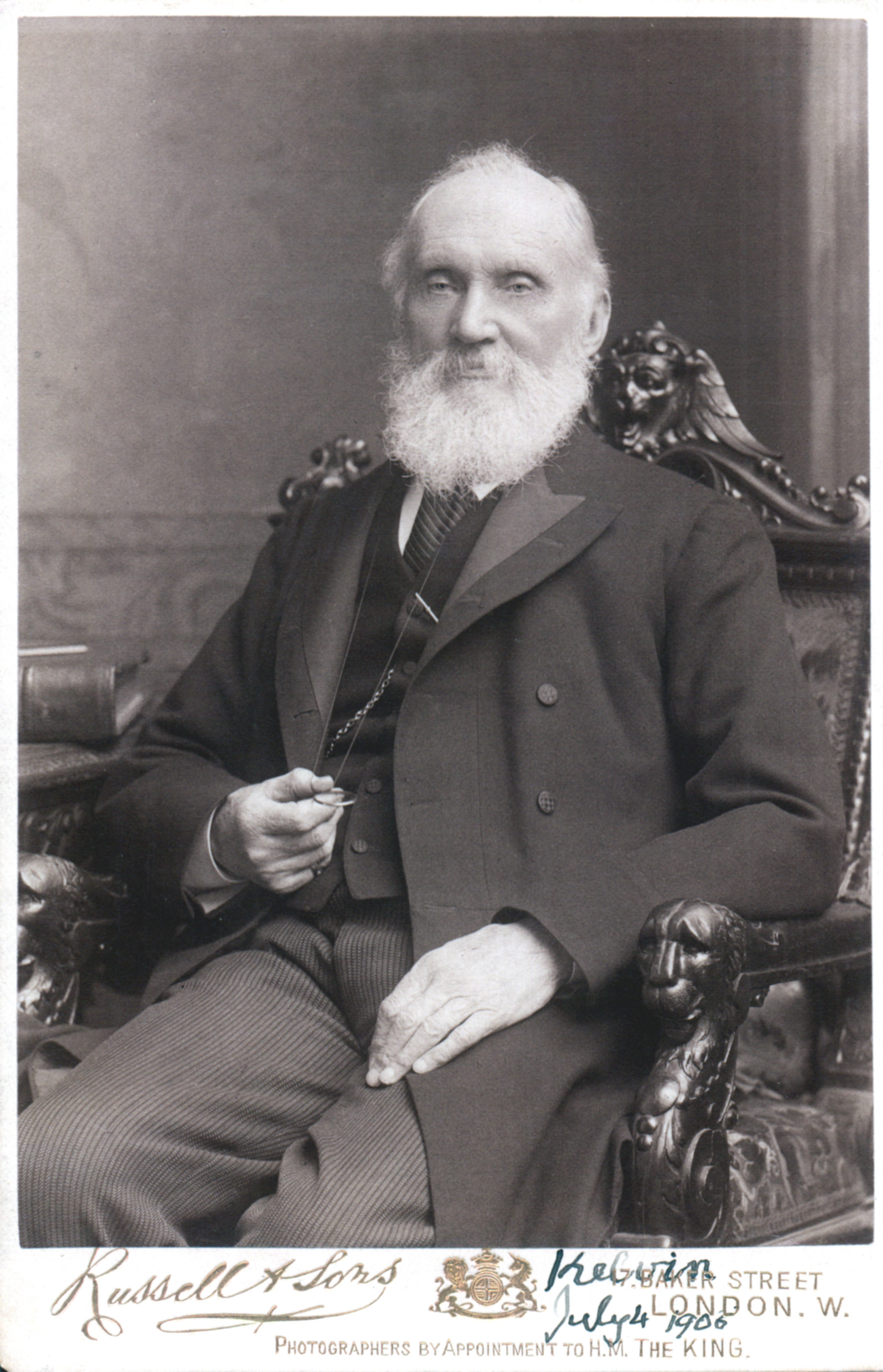
William Thomson, 1. Baron Kelvin (Fotografie 1906)

- 26. Juni: William Thomson, 1. Baron Kelvin, britischer Physiker († 1907)
- 28. Juni: Paul Broca, französischer Anthropologe und Arzt († 1880)
- 30. Juni: Antonio Aguilar y Correa, spanischer Politiker († 1908)

### Juli/August
- 02. Juli: Charles-Eugène Galiber, französischer Marineoffizier und Politiker († 1909)
- 03. Juli: Albrecht Theodor Middeldorpf, Mediziner, Begründer der Galvanokaustik († 1868)
- 06. Juli: Adolphe van Soust de Borckenfeldt, belgischer Dichter und Kunsthistoriker († 1877)
- 10. Juli: Rudolf von Bennigsen, deutscher liberaler Politiker († 1902)
- 11. Juli: Adolphe Samuel, belgischer Komponist, Dirigent und Musikpädagoge († 1898)
- 12. Juli: Heinrich Leopold Sylvius Franz von Aulock, deutscher Mediziner, Gutsbesitzer und Politiker († 1885)
- 12. Juli: Eugène Boudin, französischer Maler († 1898)
- 16. Juli: Ludwig Friedländer, deutscher Altphilologe und Kulturhistoriker († 1909)
- 21. Juli: Stanley Matthews, US-amerikanischer Richter und Politiker († 1889)
- 23. Juli: Kuno Fischer, deutscher Philosoph († 1907)
- 24. Juli: John Scott, US-amerikanischer Politiker († 1896)
- 25. Juli: Richard Oglesby, US-amerikanischer Politiker († 1899)
- 27. Juli: Alexandre Dumas, französischer Schriftsteller († 1895)
- 31. Juli: Antoine d’Orléans, Herzog von Montpensier, französischer Offizier und spanischer Thronprätendent († 1890)
- 02. August: Franziska Caroline von Portugal, Infantin von Portugal und Brasilien († 1898)
- 06. August: William Palmer, Serienmörder († 1856)
- 08. August:  Marie von Hessen-Darmstadt, Zarin von Russland († 1880)
- 08. August: William Pinkney Whyte, US-amerikanischer Politiker († 1908)
- 11. August: Martin Gropius, deutscher Architekt († 1880)
- 14. August: Arthur Hobrecht, deutscher Staatsmann († 1912)
- 15. August: Ludwig II., badischer Großherzog († 1858)
- 18. August: André Léo, französische Schriftstellerin und Journalistin († 1900)
- 19. August: Georg Goltermann, deutscher Cellist († 1898)
- 21. August: William Balfour Baikie, schottischer Afrikaforscher († 1864)
- 23. August: William Theophilus Dortch, US-amerikanischer Politiker († 1889)
- 31. August: Christian Ludwig Arning, deutscher Richter und Politiker († 1909)

### September/Oktober

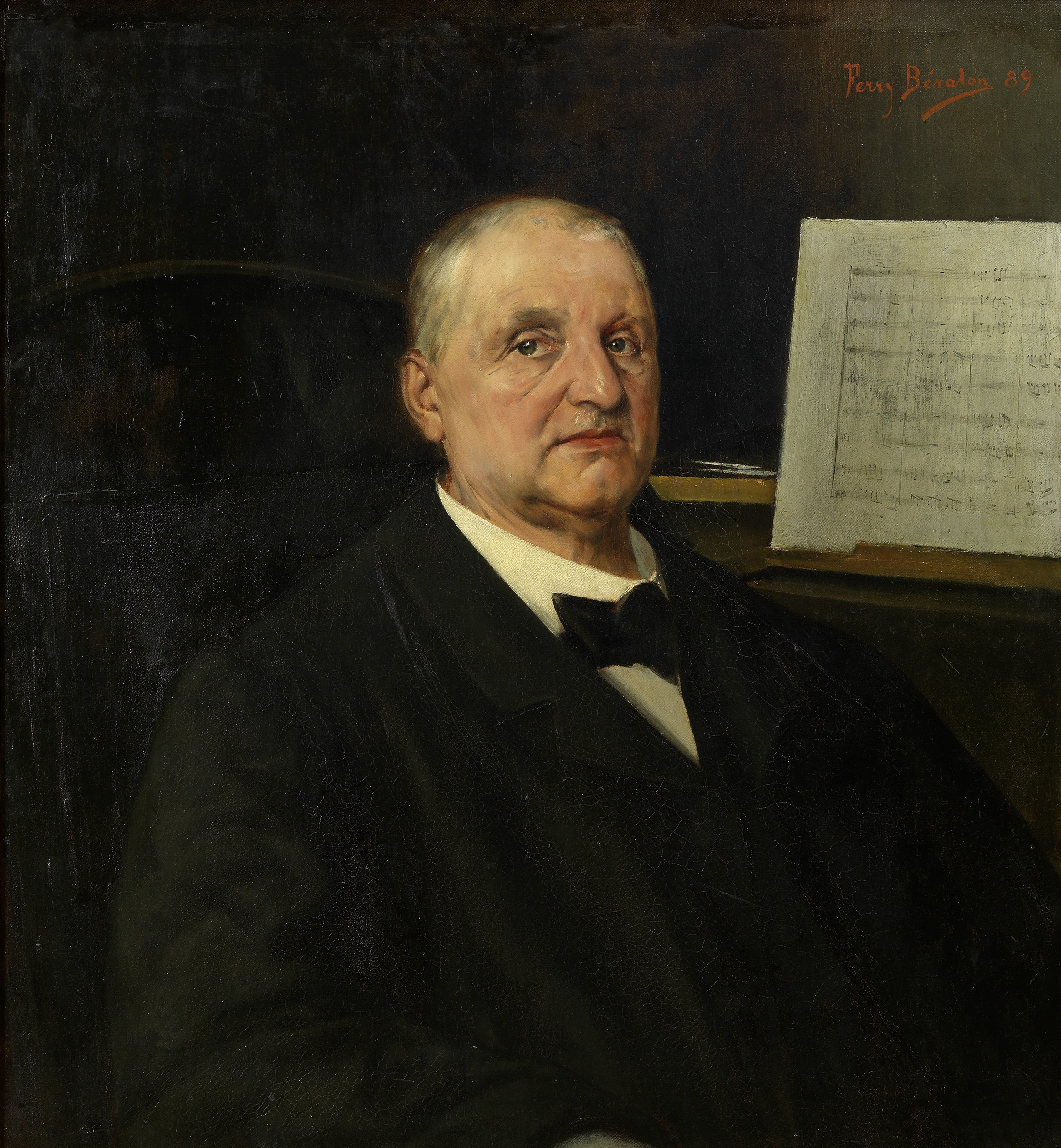
Anton Bruckner, 1890

- 03. September: Konrad Meyer, Schweizer Angestellter und Dichter († 1903)
- 04. September: Anton Bruckner, österreichischer Komponist († 1896)
- 04. September: Phoebe Cary, US-amerikanische Lyrikerin († 1871)
- 05. September: Ida von Fleischl-Marxow, deutsch-österreichische Salonniere († 1899)
- 06. September: Friedrich Reindel, deutscher Scharfrichter († 1908)
- 07. September: Claes Adolf Adelsköld, schwedischer Eisenbahnbaumeister, Architekt, Major, Reichstagsabgeordneter und Schriftsteller († 1907)
- 07. September: William Hepburn Armstrong, US-amerikanischer Politiker († 1919)
- 08. September: Brond de Grave Winter, ostfriesischer Orgelbauer († 1892)
- 09. September: Georg Mader, österreichischer Maler († 1881)
- 11. September: Jakob Bernays, deutscher Philologe und philosophischer Schriftsteller († 1881)
- 12. September: Hugo Ernst Heinrich Rühle, deutscher Mediziner († 1888)
- 14. September: Heinrich von Nathusius, deutscher Züchter und Politiker († 1890)
- 15. September: Maria Atkinson, neuseeländische Frauenrechtlerin († 1914)
- 15. September: Josef Hergenröther, deutscher katholischer Kirchenhistoriker und Kardinal († 1890)
- 15. September: Moritz Lazarus, deutscher Philosoph († 1903)
- 18. September: Pierre-Edmond Hocmelle, französischer Organist und Komponist († 1895)
- 23. September: August Friedrich Wilhelm Haese, deutscher Baptistenpastor († 1912)
- 25. September: Adolf Aich, deutscher Geistlicher († 1909)
- 26. September: Conrad Dietrich Magirus,  deutscher Feuerwehrpionier und Unternehmer († 1895)
- 27. September: Benjamin Apthorp Gould, US-amerikanischer Astronom († 1896)
- 02. Oktober: Amalie Struve, deutsche Frauenrechtlerin und Revolutionärin († 1862)
- 03. Oktober: Harry Karl Kurt Eduard von Arnim-Suckow, preußischer Diplomat († 1881)
- 03. Oktober: Edward Henry Rollins, US-amerikanischer Politiker († 1889)
- 18. Oktober: Juan Valera, spanischer Dichter, Politiker und Diplomat († 1905)
- 24. Oktober: Gustave Brion, französischer Maler († 1877)
- 24. Oktober: Carl Dopmeyer, deutscher Bildhauer († 1899)
- 27. Oktober: Rose Chéri, französische Schauspielerin († 1861)
- 28. Oktober: Wilhelm Remler, deutscher Orgelbauer († 1896)
- 31. Oktober: Michail Loris-Melikow, General der russischen Armee, russischer Innenminister und Chef der Geheimpolizei († 1888)
- 31. Oktober: Auguste Sievert, deutsche Malerin und Schriftstellerin († 1897)

### November/Dezember
- 14. November: James Mitchell Ashley, US-amerikanischer Politiker († 1896)
- 14. November: Anton Burger, deutscher Maler, Zeichner und Radierer († 1905)
- 17. November: Ernst Leybold, deutscher Unternehmer († 1907)
- 18. November: Franz Sigel, Kriegsminister der badischen Revolutionäre († 1902)
- 19. November: Karl August Auberlen, deutscher Theologe († 1864)
- 20. November: Sydenham Elnathan Ancona, US-amerikanischer Politiker († 1913)
- 21. November: Theodor Richter, deutscher Chemiker († 1898)
- 22. November: Auguste Löber, deutsche Stifterin († 1897)
- 24. November: Frederick Miller, Begründer der US-amerikanischen Miller Brewing Company († 1888)

- 02. Dezember: Charles Nicolas Abel, französisch-deutscher Jurist, Weinbergbesitzer und Mitglied des deutschen Reichstags († 1895)
- 03. Dezember: Wilhelm Christoph Adolf Schenck zu Schweinsberg, Kreisrat im Großherzogtum Hessen († 1886)
- 06. Dezember: Emmanuel Frémiet, französischer Bildhauer († 1910)
- 07. Dezember: Rudolph Sack, deutscher Maschinenbau-Unternehmer († 1900)
- 09. Dezember: Auguste Arens von Braunrasch, deutsche Schriftstellerin († 1901)
- 10. Dezember: George MacDonald, schottischer Schriftsteller, Dichter und Pfarrer († 1905)
- 12. Dezember: Heinrich Rudolf Genée, deutscher Schriftsteller († 1914)
- 14. Dezember: Pierre Puvis de Chavannes, französischer Maler († 1898)
- 15. Dezember: Friedrich Eduard Krichauff, deutsch-australischer Botaniker und Politiker († 1904)
- 16. Dezember: Bertha Pabst-Ross, deutsche Malerin († 1910)
- 17. Dezember: John Kerr, schottischer Physiker († 1907)
- 21. Dezember: Jenny Bürde-Ney, deutsche Sängerin († 1886)
- 22. Dezember: Matthew H. Carpenter, US-amerikanischer Politiker († 1881)
- 23. Dezember: Adolf Friedrich, deutscher Maler († 1889)
- 24. Dezember: Peter Cornelius, deutscher Komponist († 1874)
- 24. Dezember: George Gilbert Hoskins, US-amerikanischer Politiker († 1893)
- 26. Dezember: Paul Botten-Hansen, norwegischer Literaturkritiker und Bibliothekar († 1869)
- 31. Dezember: Bernard Altum, deutscher Zoologe, Ornithologe und Forstwissenschaftler († 1900)

### Genaues Geburtsdatum unbekannt
- Thomas Rhodes Armitage, britischer Mediziner († 1890)
- Pasquale Brignoli, italienischer Operntenor († 1884)
- Francesco Malipiero, italienischer Komponist († 1887)
- Aleksander Niewiarowski, polnischer Schriftsteller und Kolumnist († 1892)

## Gestorben

### Januar bis April
- 01. Januar: Vinzenz Maria Strambi, italienischer Passionist und Bischof von Macerata-Tolentino (* 1745)
- 03. Januar: Ludwig Dankegott Cramer, deutscher evangelischer Geistlicher und Hochschullehrer (* 1791)
- 07. Januar: Johann David Naumann, preußischer Jurist (* 1775)
- 08. Januar: Josepha Duschek, böhmische Sängerin, Pianistin und Komponistin (* 1754)
- 10. Januar: Thomas Edward Bowdich, britischer Abenteurer, Autor und Zoologe (* 1791)
- 10. Januar: Viktor Emanuel I., König von Sardinien-Piemont und Herzog von Savoyen (* 1759)
- 12. Januar: Johann Heinrich Wilhelm Ziegenbein, deutscher Pädagoge und evangelischer Geistlicher (* 1766)
- 15. Januar: James Turner, US-amerikanischer Politiker (* 1766)
- 21. Januar: Nicolaus Sander, deutscher evangelischer Geistlicher (* 1750)
- 22. Januar: Rochus Franz Ignaz Egedacher, österreichischer Orgelbauer (* 1749)
- 22. Januar: James Schureman, Delegierter für New Jersey im Kontinentalkongress (* 1756)
- 25. Januar: Johann Matthaeus Tesdorpf, Bürgermeister in Lübeck (* 1749)
- 26. Januar: Théodore Géricault, französischer Maler (* 1791)
- 29. Januar: Joachim Nettelbeck, Seefahrer und Schriftsteller (* 1738)
- 29. Januar: Luise zu Stolberg-Gedern, Ehefrau des jakobitischen Thronprätendenten Charles Edward Stuart (* 1752)

- 01. Februar: John Lemprière, englischer Lexikograph, Geistlicher und College-Direktor (* 1765)
- 01. Februar: Maria Theresia Paradis, österreichische Pianistin, Komponistin und Musikpädagogin (* 1759)
- 04. Februar: Maria Anna von Pfalz-Zweibrücken, Pfalzgräfin von Birkenfeld-Gelnhausen und Herzogin in Bayern (* 1753)
- 09. Februar: Anna Katharina Emmerick, Ordensschwester und Mystikerin (* 1774)
- 20. Februar: Bogislav Friedrich Emanuel von Tauentzien, preußischer General (* 1760)
- 21. Februar: Eugène de Beauharnais, Sohn der Joséphine de Beauharnais, General, Herzog (* 1781)
- 23. Februar: Blasius Merrem, Professor an der Duisburger Universität (* 1761)

- 01. März: Philipp Heinrich Bürgy, deutscher Orgelbauer (* 1759)
- 01. März: Hans Wilhelm von Thümmel, Geheimrat, Minister und Diplomat in Sachsen-Gotha-Altenburg (* 1744)
- 02. März: Susanna Rowson, US-amerikanische Schriftstellerin und Schauspielerin (* 1762)
- 03. März: Giovanni Battista Viotti, italienischer Violinist und Komponist (* 1755)
- 05. März: Franz Anton Schubert, deutscher Kirchenkomponist und Instrumentalist an der Katholischen Hofkirche Dresden (* 1768)
- 07. März: Ludwig Wilhelm Gilbert, deutscher Physiker (* 1769)
- 08. März: Jean-Jacques Régis de Cambacérès, französischer Jurist und Staatsmann (* 1753)
- 08. März: Wilhelm Anton Ficker, deutscher Mediziner (* 1768)
- 08. März: Christian August Günther, deutscher Maler, Zeichner und Kupferstecher (* 1760)
- 10. März: Louise-Adélaïde de Bourbon-Condé, Äbtissin von Remiremont und benediktinische Klostergründerin (* 1757)
- 13. März: Carsten Anker, norwegischer Industrieller und Diplomat (* 1747)
- 13. März: Maria Luisa von Spanien, Königin von Etrurien und Herzogin von Lucca (* 1782)
- 14. März: Antoinette Ernestine Amalie, Prinzessin von Sachsen-Coburg-Saalfeld (* 1779)
- 15. März: Carl Poppo Fröbel, deutscher Pädagoge und Buchdrucker (* 1786)
- 16. März: Henry Smart, englischer Geiger, Bratschist und Komponist (* 1778)
- 17. März: Johann Melchior Möller, deutscher evangelischer Geistlicher (* 1760)
- 18. März: Ferdinand Franz Wallraf, deutscher Kunstsammler (* 1748)
- 24. März: Urs Jakob Tschan, Schweizer Jesuit und Luftfahrtpionier (* 1760)
- 27. März: Louis-Marie de La Révellière-Lépeaux, französischer Politiker und Mitglied des Direktoriums (* 1753)
- 29. März: Hans Nielsen Hauge, norwegischer Glaubensbote (* 1771)
- 30. März: Elizabeth Hervey, Herzogin von Devonshire (* 1758)
- 30. März: Per Ulrik Kernell, schwedischer Schriftsteller der Romantik (* 1797)
- 000März: Joseph Lebourgeois, französischer Komponist (* 1802)

- 04. April: Michael Friedländer, deutscher Mediziner (* 1767)
- 05. April: Joseph von Frank, deutscher Gutsbesitzer und Politiker (* 1773)
- 08. April: Johann Nepomuk von Chotek, böhmischer Kunstmäzen (* 1773)
- 10. April: Jean-Baptiste Drouet, Postmeister, französischer Revolutionär (* 1763)
- 12. April: Christian Gottlieb Kluge der Jüngere, deutscher evangelischer Theologe und Pädagoge (* 1742)
- 15. April: Theodorus Frederik van Capellen, holländischer Seeoffizier (* 1762)
- 19. April: George Gordon Byron, englischer Dichter, Enkel von John Byron (* 1788)
- 19. April: Johannes Aloysius Martyni-Laguna, deutscher Privatgelehrter (* 1755)
- 24. April: Georg von Stengel, deutscher Beamter (* 1775)

### Mai bis August
- 04. Mai: Joseph Joubert, französischer Moralist und Essayist (* 1754)
- 12. Mai: Jean-François-Aimé Dejean, französischer General (* 1749)
- 30. Mai: Alojzy Stolpe, polnischer Pianist, Musikpädagoge und Komponist (* 1784)

- 03. Juni: Christian Gottlieb Friedrich Stöwe, deutscher evangelischer Geistlicher und Astronom (* 1756)
- 10. Juni: Johann Kaspar Coqui, Fabrikant und Magdeburger Kommunalpolitiker (* 1747)
- 15. Juni: Paul Brigham, US-amerikanischer Politiker (* 1746)
- 18. Juni: Ferdinand III., Großherzog von Toskana (* 1769)
- 24. Juni: Friedrich Traugott Wettengel, böhmischer lutherischer Theologe (* 1750)
- 26. Juni: Johann Gerhard Helmcke, deutsche Bäckermeister, Getreidehändler und Grundstückspekulant, Bewahrer der Herrenhäuser Allee in Hannover (* 1750)
- 27. Juni: Wenzel Edler von Ankerberg, Schachspieler, Beamter und Numismatiker (* 1757)

- 01. Juli: Lachlan Macquarie, Gouverneur der britischen Kolonie New South Wales (* 1762)
- 04. Juli: Johannes Petrus Minckeleers, niederländischer Wissenschaftler und Erfinder (* 1748)
- 06. Juli: Johann Michael Feder, katholischer Geistlicher und Hochschullehrer (* 1753)
- 17. Juli: Tench Coxe, Delegierter für Pennsylvania im Kontinentalkongress (* 1755)
- 19. Juli: Agustín de Itúrbide, Kaiser von Mexiko, Feldherr und Politiker (* 1783)
- 20. Juli: Joan Melchior Kemper, niederländischer Politiker und Rechtswissenschaftler (* 1776)
- 21. Juli: Rama II., König von Siam (* 1768)
- 28. Juli: James J. Wilson, US-amerikanischer Politiker (* 1775)

- 08. August: Friedrich August Wolf, deutscher Altphilologe und Altertumswissenschaftler (* 1759)
- 10. August: Marie François Rouyer, französischer Général de division (* 1765)
- 15. August: Carl Arnold Kortum, deutscher Arzt und Schriftsteller (* 1745)
- 16. August: Charles Thomson, US-amerikanischer Schriftsteller und Politiker (* 1729)
- 20. August: Paul Christoph Gottlob Andreä, deutscher Rechtswissenschaftler (* 1772)
- 21. August: Gustav von Schlabrendorf, deutscher Schriftsteller (* 1750)
- 27. August: Johann Christian Woyzeck, Vorlage für die Hauptfigur in Georg Büchners Drama „Woyzeck“ (* 1780)

### September bis Dezember
- 07. September: Nicholas Ware, US-amerikanischer Politiker (* 1769)
- 13. September: Louis Albert Guislain Bacler d’Albe, französischer Militärtopograph und Landschaftsmaler (* 1761)
- 16. September: Ludwig XVIII., König von Frankreich und Navarra, Graf von Provence, Herzog von Anjou, Graf von Maine, Perche und Senonches, Herzog von Alençon sowie Herzog von Brunoy (* 1755) Ludwig XVIII.

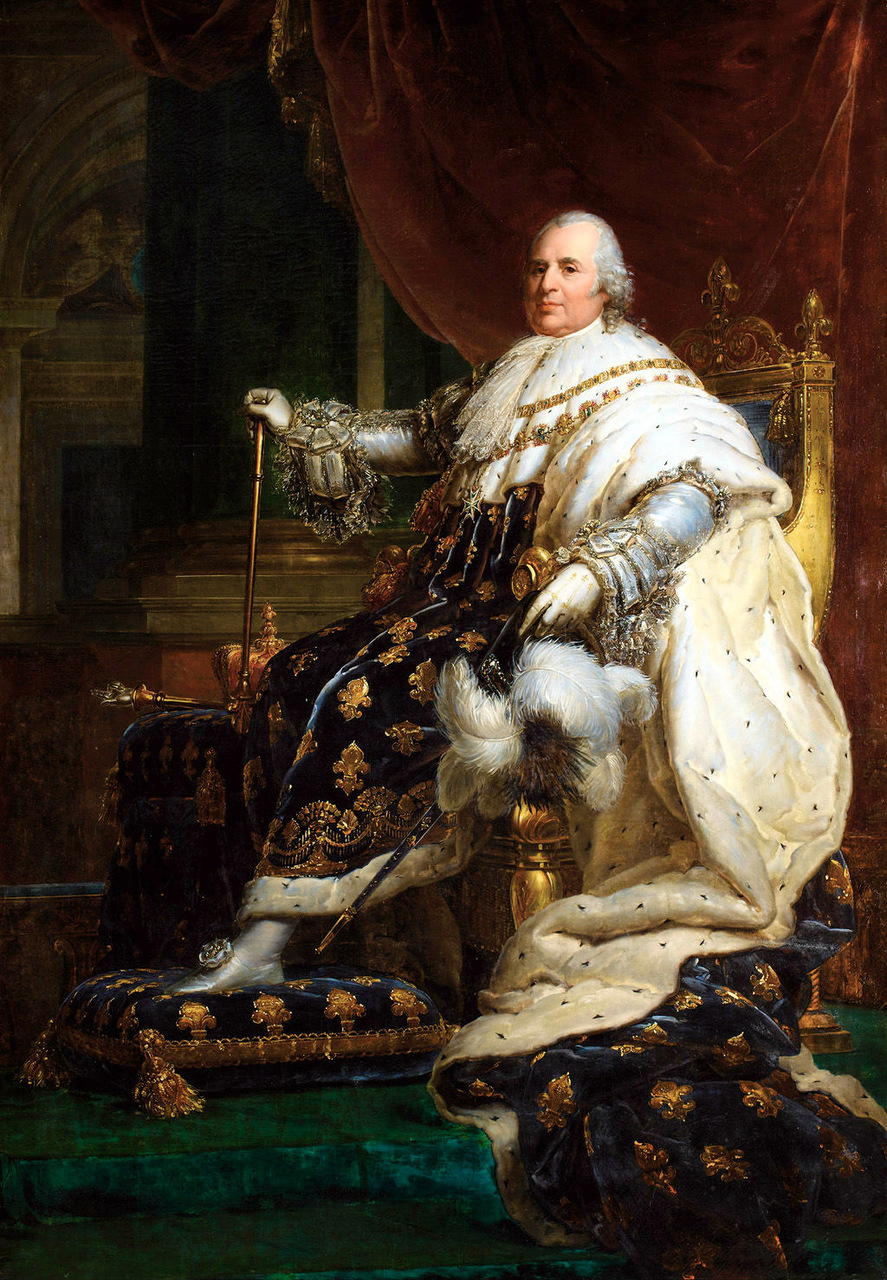
Ludwig XVIII.

- 16. September: Georg Friedrich Rebmann, deutscher Publizist (* 1768)
- 16. September: Giacomo Tritto, italienischer Komponist und Musiklehrer (* 1733)

- 04. Oktober: Johann Heinrich Michael Andresse, preußischer Jurist (* 1756)
- 07. Oktober: Friedrich Karl Rumpf, deutscher Literaturwissenschaftler, Rhetoriker, evangelischer Theologe und Altphilologe (* 1772)
- 09. Oktober: Jonathan Dayton, US-amerikanischer Politiker (* 1760)
- 09. Oktober: Viktor Franz Anton Glutz-Rüchti, Schweizer katholischer Geistlicher (* 1747)
- 10. Oktober: Johann Adolf von Thielmann, sächsischer und preußischer General (* 1765)
- 27. Oktober: André Thouin, französischer Botaniker (* 1747)
- 29. Oktober: Charles Pinckney, US-amerikanischer Politiker (* 1757)
- 30. Oktober: Charles Robert Maturin, irischer protestantischer Geistlicher (* 1780)

- 13. November: Friedrich Wilhelm Heinrich Culemann, deutscher Jurist und Bürgermeister (* 1758)
- 17. November: Joseph McMinn, US-amerikanischer Politiker (* 1758)
- 17. November: Gallus Aloys Kaspar Kleinschrod, deutscher Rechtswissenschaftler (* 1762)
- 20. November: Carl Axel Arrhenius, schwedischer Artillerieoffizier, Amateurgeologe und Chemiker (* 1757)
- 22. November: Georg Walter Vincent von Wiese, Vizekanzler des Fürstenhauses Reuß zu Gera (* 1769)
- 30. November: Pierre Alexandre le Camus, Günstling des Königs Jerôme von Westphalen (* 1774)

- 02. Dezember: Fjodor Petrowitsch Uwarow, russischer General und Diplomat (* 1769)
- 05. Dezember: Friedrich Carl Adolf von Lindemann, deutscher Offizier (* 1771)
- 09. Dezember: Anne-Louis Girodet-Trioson, französischer Maler (* 1767)
- 10. Dezember: Peder Anker, norwegischer Staatsmann und Gutseigner (* 1749)
- 15. Dezember: Thomas Henderson, US-amerikanischer Politiker (* 1743)
- 16. Dezember: Pierre Margaron, französischer General (* 1765)
- 21. Dezember: James Parkinson, britischer Arzt, Apotheker und Paläontologe (* 1755)
- 22. Dezember: Georges de Rougemont, Schweizer Jurist und Politiker (* 1758)
- 24. Dezember: Johann Christoph von Aretin, deutscher Publizist, Historiker, Bibliothekar und Jurist (* 1772)

### Genaues Todesdatum unbekannt
- nach 1824: Johann Baptist Hoessel, deutscher Radierer und Kupferstecher